# Cacia brunnea
Cacia brunnea är en skalbaggsart som beskrevs av Stefan von Breuning 1939. Cacia brunnea ingår i släktet Cacia och familjen långhorningar. Inga underarter finns listade.